# Campionato europeo maschile di pallacanestro 2005
Il campionato europeo di pallacanestro 2005 o EuroBasket 2005 (in inglese 2005 FIBA Men's European Championship; in serbo-croato FIBA Evropsko prvenstvo 2005) fu il 34º campionato d'Europa di pallacanestro maschile organizzato da FIBA Europe.
Si tenne a Belgrado, capitale dell'allora Serbia e Montenegro, dal 16 al 25 settembre 2005, e fu vinto dalla Grecia per la seconda volta.
Per la terza volta Belgrado fu teatro della manifestazione: in precedenza, con la Jugoslavia come Paese organizzatore, ospitò gli Europei del 1961 e del 1975.

## Squadre partecipanti
Quattro gironi di qualificazione di 4 squadre:
| Girone A - Germania - Italia - Russia - Ucraina | Girone B - Bulgaria - Croazia - Lituania - Turchia | Girone C - Bosnia ed Erzegovina - Francia - Grecia - Slovenia | Girone D - Israele - Lettonia - Serbia e Montenegro - Spagna |

## Sedi delle partite
| Gruppo      | Città     | Impianto                | Impianto |
| ----------- | --------- | ----------------------- | -------- |
| A           | Vršac     | Millennium Center       |          |
| B           | Podgorica | Sportski centar Morača  |          |
| C           | Belgrado  | Hala Aleksandar Nikolić |          |
| D           | Novi Sad  | SPC Vojvodina           |          |
| Fase finale | Belgrado  | Beogradska arena        |          |

## Gironi di qualificazione
La prima di ogni girone si qualifica automaticamente per i quarti di finale. La seconda e terza di ogni girone si affronteranno in un turno preliminare per definire le quattro sfidanti per i quarti di finale.

### Gruppo A (Vršac)
| -  | Squadra  | P | V - P | Pf - Ps   | Dif |
| -- | -------- | - | ----- | --------- | --- |
| 1. | Russia   | 5 | 2 - 1 | 223 - 186 | +37 |
| 2. | Germania | 5 | 2 - 1 | 217 - 192 | +25 |
| 3. | Italia   | 5 | 2 - 1 | 244 - 231 | +13 |
| 4. | Ucraina  | 3 | 0 - 3 | 194 - 269 | -75 |

| 16 settembre 2005 |          |                 |
| Germania          | Italia   | 82 - 84 dopo OT |
| Russia            | Ucraina  | 86 - 74         |
| 17 settembre 2005 |          |                 |
| Italia            | Russia   | 61 - 87         |
| Ucraina           | Germania | 58 - 84         |
| 18 settembre 2005 |          |                 |
| Italia            | Ucraina  | 99 - 62         |
| Russia            | Germania | 50 - 51         |

### Gruppo B (Podgorica)
| -  | Squadra  | P | V - P | Pf - Ps   | Dif |
| -- | -------- | - | ----- | --------- | --- |
| 1. | Lituania | 6 | 3 - 0 | 264 - 221 | +43 |
| 2. | Croazia  | 5 | 2 - 1 | 235 - 236 | -1  |
| 3. | Turchia  | 4 | 1 - 2 | 236 - 256 | -20 |
| 4. | Bulgaria | 3 | 0 - 3 | 250 - 274 | -24 |

| 16 settembre 2005 |          |                 |
| Bulgaria          | Croazia  | 82 - 88         |
| Lituania          | Turchia  | 87 - 75         |
| 17 settembre 2005 |          |                 |
| Croazia           | Lituania | 67 - 85         |
| Turchia           | Bulgaria | 94 - 89 dopo OT |
| 18 settembre 2005 |          |                 |
| Lituania          | Bulgaria | 92 - 79         |
| Croazia           | Turchia  | 80 - 67         |

### Gruppo C (Belgrado)
| -  | Squadra              | P | V - P | Pf - PS   | Dif |
| -- | -------------------- | - | ----- | --------- | --- |
| 1. | Slovenia             | 6 | 3 - 0 | 210 - 179 | +31 |
| 2. | Grecia               | 5 | 2 - 1 | 187 - 168 | +19 |
| 3. | Francia              | 4 | 1 - 2 | 187 - 194 | -7  |
| 4. | Bosnia ed Erzegovina | 3 | 0 - 3 | 177 - 220 | -43 |

| 16 settembre 2005    |                      |         |
| Slovenia             | Bosnia ed Erzegovina | 74 - 65 |
| Francia              | Grecia               | 50 - 64 |
| 17 settembre 2005    |                      |         |
| Bosnia ed Erzegovina | Francia              | 62 - 79 |
| Grecia               | Slovenia             | 56 - 68 |
| 18 settembre 2005    |                      |         |
| Francia              | Slovenia             | 58 - 68 |
| Grecia               | Bosnia ed Erzegovina | 67 - 50 |

### Gruppo D (Novi Sad)
| -  | Squadra             | P | V - P | Pf - Ps   | Dif |
| -- | ------------------- | - | ----- | --------- | --- |
| 1. | Spagna              | 5 | 2 - 1 | 280 - 164 | +16 |
| 2. | Serbia e Montenegro | 5 | 2 - 1 | 245 - 233 | +12 |
| 3. | Israele             | 5 | 2 - 1 | 236 - 235 | +1  |
| 4. | Lettonia            | 3 | 0 - 3 | 241 - 270 | -29 |

| 16 settembre 2005   |                     |                   |
| Lettonia            | Israele             | 65 - 74           |
| Spagna              | Serbia e Montenegro | 89 - 70           |
| 17 settembre 2005   |                     |                   |
| Spagna              | Lettonia            | 114 - 109 dopo OT |
| Serbia e Montenegro | Israele             | 93 - 77           |
| 18 settembre 2005   |                     |                   |
| Israele             | Spagna              | 85 - 75           |
| Serbia e Montenegro | Lettonia            | 82 - 67           |

## Fase a eliminazione diretta (Belgrado)

### Qualificazioni ai quarti di finale
| 20 settembre 2005   |         |         |
| Germania            | Turchia | 66 - 57 |
| Croazia             | Italia  | 74 - 66 |
| Grecia              | Israele | 67 - 61 |
| Serbia e Montenegro | Francia | 71 - 74 |

### Quarti di finale
|  | Quarti di finale             | Quarti di finale             |                              |        | Semifinali                | Semifinali                |  |  | Finale                       | Finale |
|  |                              |                              |                              |        |                           |                           |  |  |                              |        |
|  | 22 settembre 2005 - Belgrado |                              |                              |        |                           |                           |  |  |                              |        |
|  |                              |                              |                              |        |                           |                           |  |  |                              |        |
|  | Russia                       | 61                           |                              |        |                           |                           |  |  |                              |        |
|  | Russia                       | 61                           | 24 settembre 2005 - Belgrado |        |                           |                           |  |  |                              |        |
|  | Grecia                       | 66                           |                              |        |                           |                           |  |  |                              |        |
|  | Grecia                       | 66                           | Grecia                       | 67     |                           |                           |  |  |                              |        |
|  | 22 settembre 2005 - Belgrado |                              | Grecia                       | 67     |                           |                           |  |  |                              |        |
|  |                              | Francia                      | 66                           |        |                           |                           |  |  |                              |        |
|  | Lituania                     | Francia                      | 66                           | 47     |                           |                           |  |  |                              |        |
|  | Lituania                     |                              | 25 settembre 2005 - Belgrado | 47     |                           |                           |  |  |                              |        |
|  | Francia                      | 63                           |                              |        |                           |                           |  |  |                              |        |
|  | Francia                      | 63                           | Grecia                       | 78     |                           |                           |  |  |                              |        |
|  | 23 settembre 2005 - Belgrado |                              | Grecia                       | 78     |                           |                           |  |  |                              |        |
|  |                              | Germania                     | 62                           |        |                           |                           |  |  |                              |        |
|  | Slovenia                     | Germania                     | 62                           | 62     |                           |                           |  |  |                              |        |
|  | Slovenia                     | 24 settembre 2005 - Belgrado |                              | 62     |                           |                           |  |  |                              |        |
|  | Germania                     | 76                           |                              |        |                           |                           |  |  |                              |        |
|  | Germania                     | 76                           | Germania                     | 74     | Finale per il terzo posto | Finale per il terzo posto |  |  |                              |        |
|  | 23 settembre 2005 - Belgrado |                              | Germania                     | 74     | Finale per il terzo posto | Finale per il terzo posto |  |  |                              |        |
|  |                              | Spagna                       | 73                           |        |                           |                           |  |  |                              |        |
|  | Spagna                       | Spagna                       | 73                           | 101    | Francia                   | 98                        |  |  |                              |        |
|  | Spagna                       |                              |                              | 101    | Francia                   | 98                        |  |  |                              |        |
|  | Croazia                      | 85 dts                       |                              | Spagna | 68                        |                           |  |  |                              |        |
|  | Croazia                      | 85 dts                       |                              |        | 68                        |                           |  |  |                              |        |
|  |                              |                              |                              |        |                           |                           |  |  | 25 settembre 2005 - Belgrado |        |
|  |                              |                              |                              |        |                           |                           |  |  |                              |        |

### Dal 5º all'8º posto
|  | Semifinali | Semifinali | Semifinali |          |          | Quinto Posto  | Quinto Posto  | Quinto Posto  |  |
|  |            |            |            |          |          |               |               |               |  |
|  | Russia     | Russia     | 78         |          |          |               |               |               |  |
|  | Russia     | Russia     | 78         |          |          |               |               |               |  |
|  | Lituania   | Lituania   | 89         |          |          |               |               |               |  |
|  | Lituania   | Lituania   | 89         |          | Lituania | Lituania      | 79            |               |  |
|  |            |            |            |          | Lituania | Lituania      | 79            |               |  |
|  |            |            | Slovenia   | Slovenia | 70       |               |               |               |  |
|  | Slovenia   | Slovenia   | Slovenia   | Slovenia | 70       | 89            |               |               |  |
|  | Slovenia   | Slovenia   |            |          |          | 89            |               |               |  |
|  | Croazia    | Croazia    | 80         |          |          | Settimo Posto | Settimo Posto | Settimo Posto |  |
|  | Croazia    | Croazia    | 80         |          |          |               |               |               |  |
|  |            |            |            |          |          |               |               |               |  |
|  |            |            |            |          |          | Russia        | Russia        | 74            |  |
|  |            |            |            |          |          | Russia        | Russia        | 74            |  |
|  |            |            |            |          |          | Croazia       | Croazia       | 92            |  |

## Classifica Finale
| Campione d'Europa | Campione d'Europa    | Campione d'Europa |
| --- | -------------------- | --- |
| Grecia4 Papaloukas, 5 Spanoulīs, 6 Zīsīs, 7 Mpourousīs, 8 Vasilopoulos, 9 Fōtsīs, 10 Chatzīvrettas, 11 Ntikoudīs, 12 Tsartsarīs, 13 Diamantidīs, 14 Papadopoulos, 15 Kakiouzīs, All. Panagiōtīs Giannakīs |                      | |
| Argento | Germania             | Germania4 Demirel, 5 Garrett, 6 Greene, 7 Pešić, 8 Wucherer, 9 Roller, 10 Nikagbatse, 11 Schultze, 12 Arigbabu, 13 Femerling, 14 Nowitzki, 15 Maras, All. Dirk Bauermann                           |
| Bronzo | Francia              | Francia4 Fauthoux, 5 Gelabale, 6 Rigaudeau, 7 Julian, 8 M. Piétrus, 9 Parker, 10 Diarra, 11 F. Piétrus, 12 Schmitt, 13 Diaw, 14 Weis, 15 Giffa, All. Claude Bergeaud                               |
| 4. | Spagna               | Spagna4 Fernández, 5 Iturbe, 6 Cabezas, 7 Navarro, 8 Calderón, 9 Reyes, 10 Jiménez, 11 Vidal, 12 Rodríguez, 13 de Miguel, 14 Vázquez, 15 Garbajosa, All. Mario Pesquera                            |
| 5. | Lituania             | Lituania4 Ginevičius, 5 Žukauskas, 6 Lukauskis, 7 D. Lavrinovič, 8 Šiškauskas, 9 Gustas, 10 Serapinas, 11 Šilinskis, 12 K. Lavrinovič, 13 Jasaitis, 14 Jankūnas, 15 Javtokas, All. Antanas Sireika |
| 6. | Slovenia             | Slovenia4 Jurak, 5 Lakovič, 6 Ćapin, 7 Bečirovič, 8 Nesterovič, 9 Joksimovič, 10 Nachbar, 11 E.Lorbek, 12 Milič, 13 Maravič, 14 Slokar, 15 Brezec, All. Aleš Pipan                                 |
| 7. | Croazia              | Croazia4 Kasun, 5 Ukić, 6 Popović, 7 Vujčić, 8 Prkačin, 9 Žižić, 10 Giriček, 11 Planinić, 12 Tomas, 13 Mamić, 14 Bagarić, 15 Rančić, All. Neven Spahija                                            |
| 8. | Russia               | Russia4 Ponkrašov, 5 Holden, 6 Licholitov, 7 Fridzon, 8 Morgunov, 9 Samojlenko, 10 Chrjapa, 11 Z. Pašutin, 12 Monja, 13 Kirilenko, 14 Ivanov, 15 Savrasenko, All. Sergej Babkov                    |
| Eliminate negli scontri diretti per i quarti |                      | |
| 9. | Israele              | Israele4 Hagag, 5 Nissim, 6 Shason, 7 Watson, 8 Markovich, 9 Shelef, 10 Burstein, 11 Tapiro, 12 Mizrahi, 13 Kozikaro, 14 Green, 15 Halperin, All. Zvi Sherf                                        |
| 9. | Italia               | Italia4 Calabria, 5 Basile, 6 Galanda, 7 Soragna, 8 Marconato, 9 Pozzecco, 10 Righetti, 11 Mancinelli, 12 Bulleri, 13 Mordente, 14 Chiacig, 15 Gigli, All. Carlo Recalcati                         |
| 9. | Serbia e Montenegro  | Serbia e Montenegro4 Bodiroga, 5 Miličić, 6 Avdalović, 7 Radmanović, 8 Rakočević, 9 Šćepanović, 10 Jarić, 11 Rebrača, 12 Krstić, 13 Milojević, 14 Tomašević, 15 Gurović, All. Željko Obradović     |
| 9. | Turchia              | Turchia4 Tunçeri, 5 Kuqo, 6 Türkcan, 7 Arslan, 8 Akyol, 9 Erdoğan, 10 Kutluay, 11 Solak, 12 Gönlüm, 13 Okur, 14 Peker, 15 Türkoğlu, All. Bogdan Tanjević                                           |
| Eliminate nella prima fase a gironi |                      | |
| 13. | Bosnia ed Erzegovina | Bosnia ed Erzegovina4 Princ, 5 Ovčina, 6 Teletović, 7 Lerić, 8 Bavčić, 9 Domercant, 10 Kovačević, 11 Tuljković, 12 Mršić, 13 Hukić, 14 Radojević, 15 K. Bajramović, All. Mensur Bajramović         |
| 13. | Bulgaria             | Bulgaria4 D. Ivanov, 5 K. Ivanov, 6 Banev, 7 Radionov, 8 Videnov, 9 Bozov, 10 Davidov, 11 Angelov, 12 Georgiev, 13 Mladenov, 14 Dimitrov, 15 Stojkov, All. Rosen Barčovski                         |
| 13. | Lettonia             | Lettonia4 Helmanis, 5 Vītols, 6 Šķēle, 7 Štelmahers, 8 Blūms, 9 S. Valters, 10 K. Valters, 11 Timermanis, 12 Skirmants, 13 Grafs, 14 Cipruss, 15 Janičenoks, All. Kārlis Muižnieks                 |
| 13. | Ucraina              | Ucraina4 Lebedjev, 5 Buc'kyj, 6 Kobzystyj, 7 Balašov, 8 I. Kryvyč, 9 Koval', 10 Rajevs'kyj, 11 R. Kryvyč, 12 Liščuk, 13 Pečerov, 14 Hurtovyj, 15 Medvedenko, All. Hennadij Zaščuk                  |

Le prime sei classificate accedono al Campionato Mondiale FIBA 2006 che si è tenuto in Giappone.
Per le altre squadre, la FIBA a novembre ha assegnato quattro Wild Card, delle quali due sono andate a squadre europee (Italia, argento olimpico ad Atene 2004 e quarta nel ranking mondiale della FIBA, e Serbia e Montenegro, campione in carica e seconda del ranking), mentre a beneficiare delle altre due saranno Turchia (che però fa parte della FIBA Europa) e Porto Rico.

## Premi individuali

### MVP del torneo
- Dirk Nowitzki

### Miglior quintetto del torneo
- Playmaker:  Dīmītrīs Diamantidīs
- Guardia tiratrice:  Theodōros Papaloukas
- Ala piccola:  Juan Carlos Navarro
- Ala grande:  Dirk Nowitzki
- Centro:  Boris Diaw

## Statistiche
Dati aggiornati al 25 settembre 2005, fine della manifestazione

### Generali
- Totale partite disputate: 40
- Totale punti segnati: 5970
- Totale assist effettuati: 0
- Totale stoppate eseguite: 0

### Individuali
- Miglior realizzatore: - Dirk Nowitzki (  Germania ) - 26,1 punti/partita
- Migliore rimbalzista: - Andrej Kirilenko (  Russia ) - 11,8 rimbalzi/partita
- Miglior uomo assist: - Dīmītrīs Diamantidīs (  Grecia ) - 5,0 assist/partita
- Miglior stoppatore: - Andrej Kirilenko (  Russia ) - 2,8 stoppate/partita.